# سادووویتسه (استان اشوی‌داشکسیه)
سادووویتسه (به لهستانی: Sadłowice) یک منطقهٔ مسکونی در لهستان است که در گمینا وویچیخوویتسه واقع شده‌است. سادووویتسه ۲۰۱ نفر جمعیت دارد.